# Genus apotelesmaticum
Genus apotelesmaticum — термін, який використовувався ранніми протестантськими догматиками в христології (apotelesma — звершення). Ісус Христос бере участь у справі відкуплення у своїй людській природі, яку він здійснює в силу своєї божественної природи, і він також піддається у своїй божественній природі стражданням, які випадають на його долю в його людській природі. Це означає, що не іноді діє божественна природа або людська природа Христа, але обидві природи завжди спільно діють у звершеннях Ісуса Христа.